# Never Tear Us Apart
Never Tear Us Apart è un singolo del gruppo rock australiano INXS, pubblicato nell'agosto 1988. Il brano è estratto dal sesto album in studio Kick.
La canzone è stata scritta da Andrew Farriss e Michael Hutchence e prodotta da Chris Thomas.

## Cover
- Nel 1999 Tom Jones e Natalie Imbruglia hanno registrato in duetto il brano, presente nell'album Reload e pubblicato anche come singolo.
- Joe Cocker ha interpretato il brano inserendolo nel suo album Respect Yourself del 2002.
- I This Is Hell hanno registrato la cover del brano inserendola nell'EP Warbirds (2009).
- Nel 2010 gli INXS hanno riedito il brano con Ben Harper.
- I Me First and the Gimme Gimmes hanno registrato la cover e l'hanno inserita nell'EP Go Down Under (2011).
- I Vitamin String Quartet hanno eseguito il brano, presente nell'episodio #100 di Gossip Girl.
- Paloma Faith ha registrato il brano e lo ha pubblicato come singolo nel 2012 estratto dall'album Fall to Grace.
- Samantha Jade ha registrato la cover inserendola come B-side del singolo Up! (2014).
- Tina Arena ha inserito una sua versione del brano nell'edizione europea dell'album Songs of Love & Loss (2015).

## Classifiche
| Classifica (1988–89) | Posizione raggiunta |
| -------------------- | ------------------- |
| Australia            | 14                  |
| Regno Unito          | 24                  |
| Stati Uniti          | 7                   |

## Formazione
- Michael Hutchence - voce
- Tim Farriss - chitarra
- Andrew Farriss - tastiere
- Kirk Pengilly - sassofono, cori
- Garry Beers - basso, cori
- John Farriss - batteria